# Josef Antonín Sehling
Josef Antonín Sehling, parfois orthographié Seeling, Seling ou Sölling, est un compositeur et violoniste bohémien de la période baroque, né le 7 janvier 1710 à Toužim, dans le Royaume de Bohême, et mort le 19 septembre 1756  à Prague.

## Biographie
Dès son plus jeune âge, il reçoit des leçons de musique du chantre local et, plus tard, poursuit ses études musicales à Prague et à Vienne. 
À partir de 1737, il est nommé deuxième violon de l'Orchestre de la cathédrale Saint-Guy de Prague. À la même époque, il travaille comme musicien de cour et compositeur pour le comte Morzin (en). En 1740, il devient chef de chœur à l'église Notre-Dame de Prague, dans le quartier praguois de Malá Strana et occupe aussi le poste de chef du chœur pour l'ordre des Barnabites à l'Église de Saint-Benoît.
Compositeur très prolifique de musique sacrée, il collabora probablement avec Gluck. Il laisse de nombreux arias, messes, requiems, motets, oratorios et offertoires. Il a également composé Judith, un opéra, en 1743. Des copies manuscrites de ses œuvres sont disséminées dans plusieurs bibliothèques, notamment à Nymburk, Roudnice nad Labem, Broumov, ainsi que dans les archives de la cathédrale Saint-Guy.
Parmi ses élèves on compte Johann Christian Preissler et le prémontré Johann Oelschlegel (1724-1788), chef du chœur du monastère de Strahov, facteur d'orgue et compositeur.

## Œuvres
- Oratorium Filius prodigus [Der verlorene Sohn], 1739
- Judith, opéra, 1743
- Offertorium de Sanctis Tribus Regis Ecce magi veniunt
- Motetto per la Nativita di Nostro Signore Dormi nate, mi mellite
- Missa Bella premunt hostilia
- Missa De robur for auxilium

## Discographie
- Sehling: Christmas in Prague Cathedral. Music from Eighteenth-Century Prague - Hana Blažíková, soprano ; Markéta Cukrová, alto ; Tomáš Král, baritone ; Collegium Marianum, dir. : Jana Semerádová, Supraphon (SU 4174-2), 2014[2] (OCLC 896470166)